# Champagne-au-Mont-d'Or
Champagne-au-Mont-d'Or es una comuna francesa situada en la Metrópoli de Lyon, de la región de Auvernia-Ródano-Alpes. Pertenece a la aglomeración urbana de Lyon.
Los habitantes se llaman Champenois y Champenoises.

## Geografía
Está ubicada en las afueras (banlieue en francés) noroeste de Lyon.

## Historia
Fue creada en 1901 a partir de Saint-Didier-au-Mont-d'Or.

## Ayuntamiento
El consejo municipal está formado por 29 concejales, elegidos por sufragio universal cada seis años. Desde 2020, la alcaldesa es Véronique Gazan.

## Hermanamiento
Está hermanada con Villanueva de Castellón, en la Comunidad Valenciana.

## Demografía
| 2 944 | 3 932 | 4 516 | 4 763 | 4 934 | 4 955 | 4 962 | 5 254 | 5 681 | 5 526 |
| Para los censos de 1962 a 1999 la población legal corresponde a la población sin duplicidades (Fuente: INSEE [Consultar]) |       |       |       |       |       |       |       |       |       |